# Gorno Barbarevo
Gorno Barbarevo (en macédonien Горно Барбарево) est un village du Nord-Est de la Macédoine du Nord, situé dans la municipalité de Probichtip. Le village comptait 37 habitants en 2002.

## Démographie
Lors du recensement de 2002, le village comptait :
- Macédoniens : 37